# Station Hohenzollerndamm
Hohenzollerndamm is een station van de S-Bahn van Berlijn. Het station bevindt zich nabij de gelijknamige straat, op de grens van de Berlijnse stadsdelen Wilmersdorf en Schmargendorf. Station Hohenzollerndamm ligt aan de Ringbahn en werd geopend op 1 november 1910.
De Ringbahn, een ringspoorlijn om het Berlijnse stadscentrum die een aantal reeds bestaande kopstations met elkaar moest verbinden, kwam gereed in 1877. De lijn werd gebruikt voor goederenvervoer, maar ook door stadstreinen in reizigersdienst, alles uiteraard nog met stoomtractie. In 1910 opende nabij de Hohenzollerndamm, die de Ringbahn op een viaduct kruist, een nieuwe halte voor de stads- en voorstadstreinen. Aan de Hohenzollerndamm was een uit grijze natuursteen opgetrokken neoromaans stationsgebouw verrezen, naar een ontwerp van Heinrich Thiesing. De stationshal, die inmiddels op de monumentenlijst is opgenomen, geeft toegang tot een overdekt eilandperron met twee sporen, gelegen in een uitgraving.
In de jaren '20 begon men vrijwel alle stads- en voorstadslijnen in en om Berlijn te elektrificeren, hetgeen tot de vorming van het S-Bahnnet zou leiden. Op 28 november was de elektrificatie van de zuidring gereed en stopten de eerste elektrische treinen in station Hohenzollerndamm.
De Tweede Wereldoorlog doorstond het station ongeschonden. Na de oorlog zou echter het verval intreden, omdat de door de Oost-Duitse spoorwegen (DR) bedreven S-Bahn in West-Berlijn massaal werd geboycot. Het dalende aantal reizigers leidde tot bezuiniging op het onderhoud van stations en sporen, en ook de dienstregeling werd steeds verder uitgedund. Na een staking van het West-Berlijnse S-Bahnpersoneel in 1980 zou een groot aantal trajecten, waaronder de Ringbahn, zelfs helemaal niet meer bediend worden. Station Hohenzollerndamm sloot zijn deuren.

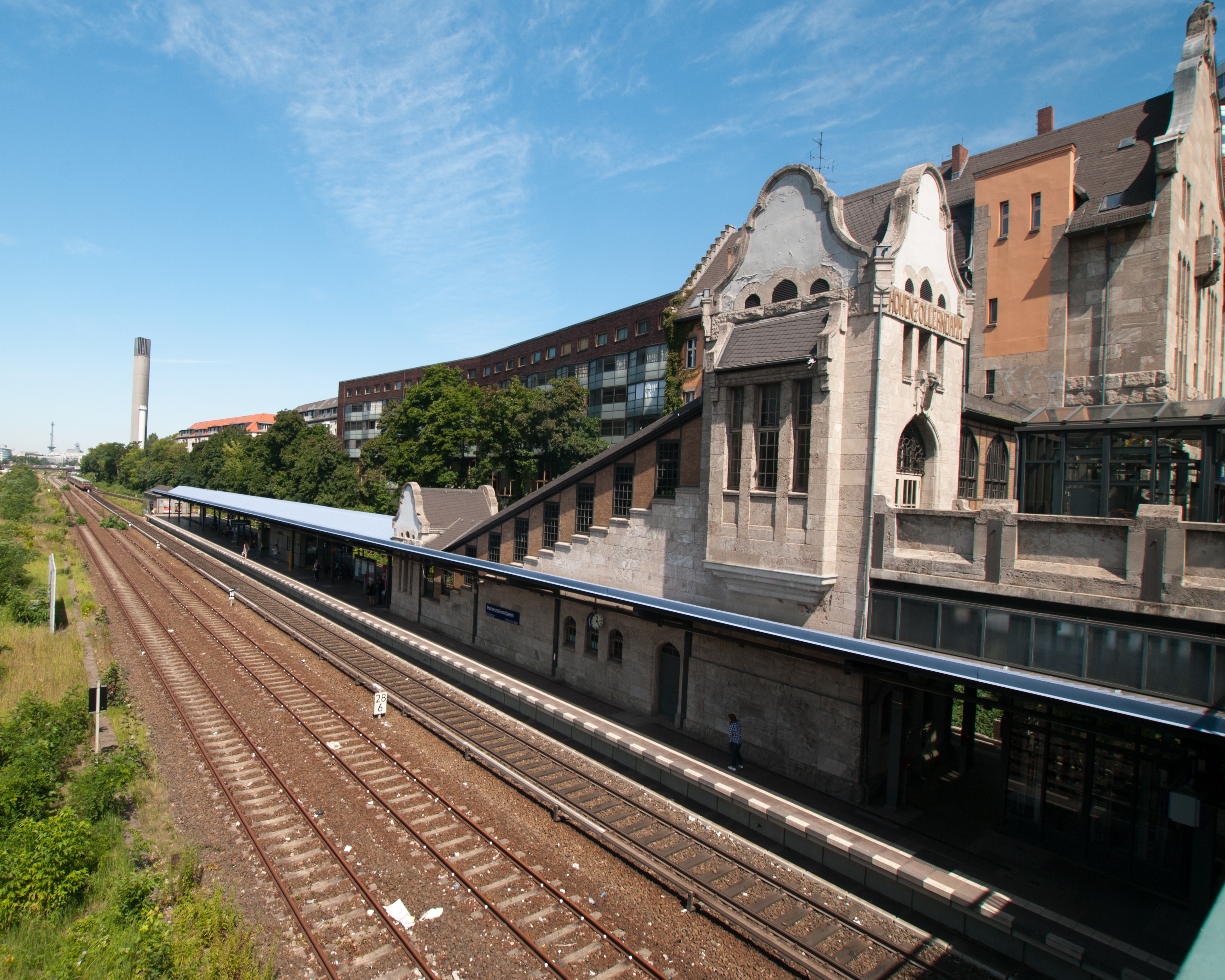
Perron

In 1989 werd besloten de Ringbahn in West-Berlijn te saneren om heropening mogelijk te maken. Aan het einde van het genoemde jaar viel de Muur, waardoor het project in het nieuw daglicht kwam te staan: ook de doorgaande verbindingen tussen oost en west zouden hersteld worden, zodat er weer een volledige ring zou ontstaan. Op 17 december 1993 kwam de zuidring weer in dienst en werd station Hohenzollerndamm heropend.
Tussen 1997 en 2002 werden de laatste ontbrekende delen van de Ringbahn hersteld. Station Hohenzollerndamm wordt tegenwoordig bediend door de lijnen S41 (ring met de klok mee), S42 (tegen de klok in) en S46 (Königs Wusterhausen - Westend).